# Amaseno
Amaseno település Olaszországban, Lazio régióban, Frosinone megyében. Lakosainak száma 4094 fő (2023. január 1.). Amaseno Castro dei Volsci, Prossedi, Roccasecca dei Volsci, Sonnino, Vallecorsa, Villa Santo Stefano és Monte San Biagio községekkel határos.

## Népesség
A település népessége az elmúlt években az alábbi módon változott:
| Lakosok száma | 4375 | 4313 | 4094 |
|               | 2017 | 2018 | 2023 |